# سان فيليبو ديل ميلا
سان فيليبو ديل ميلا (بالإيطالية: San Filippo del Mela)‏ هي بلدية في مقاطعة ميسينا في صقلية الإيطالية.

## السكان
في سنة 1861 بلغ عدد السكان 2٬825 نسمة، وتطور العدد ليصل في سنة 2011 لـ 7٬065 نسمة.
يظهر هذا المخطط البياني تطور النمو السكاني لـ سان فيليبو ديل ميلا